# Tamás-templom (Lipcse)

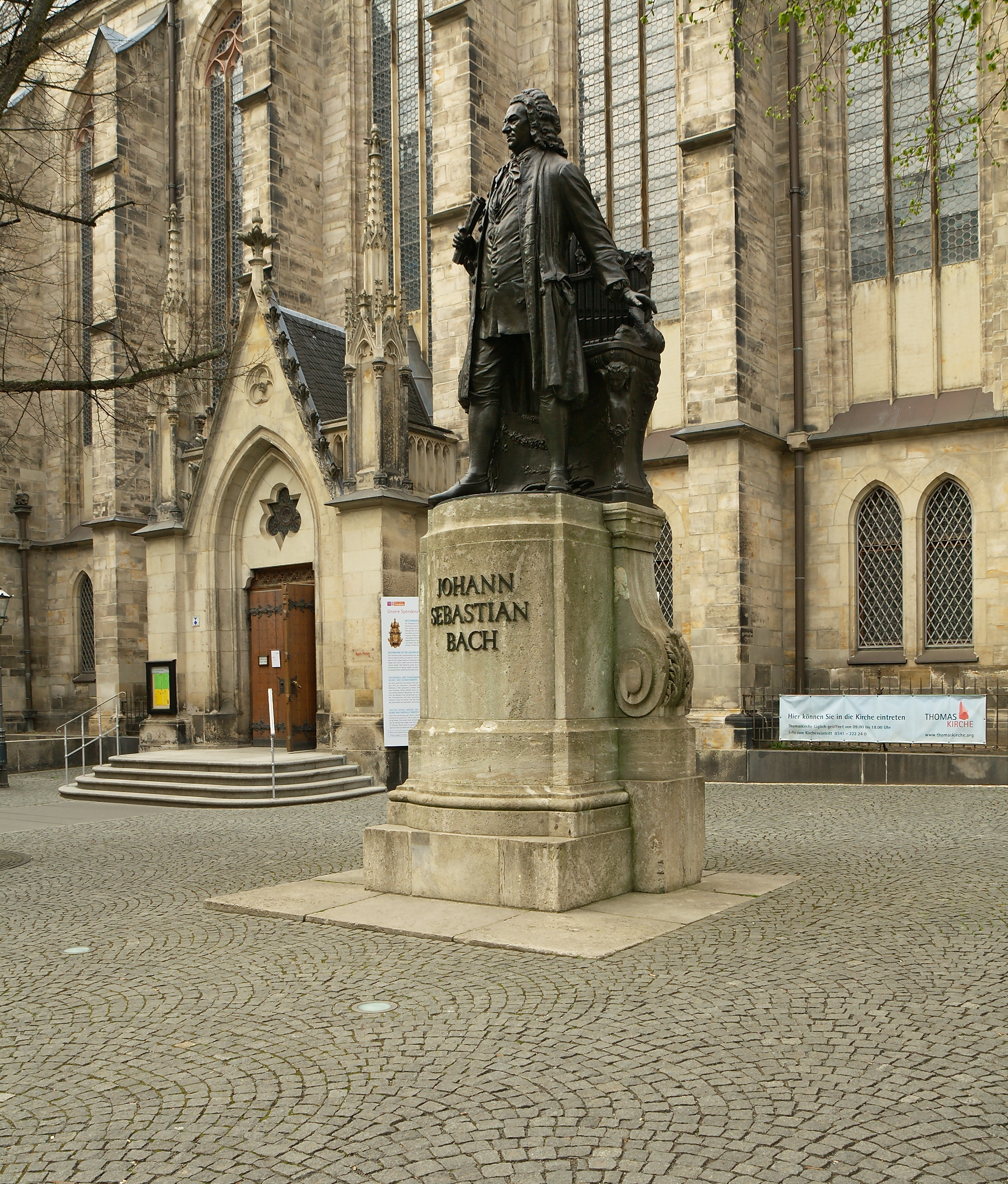
Bach emlékműve a templom előtt

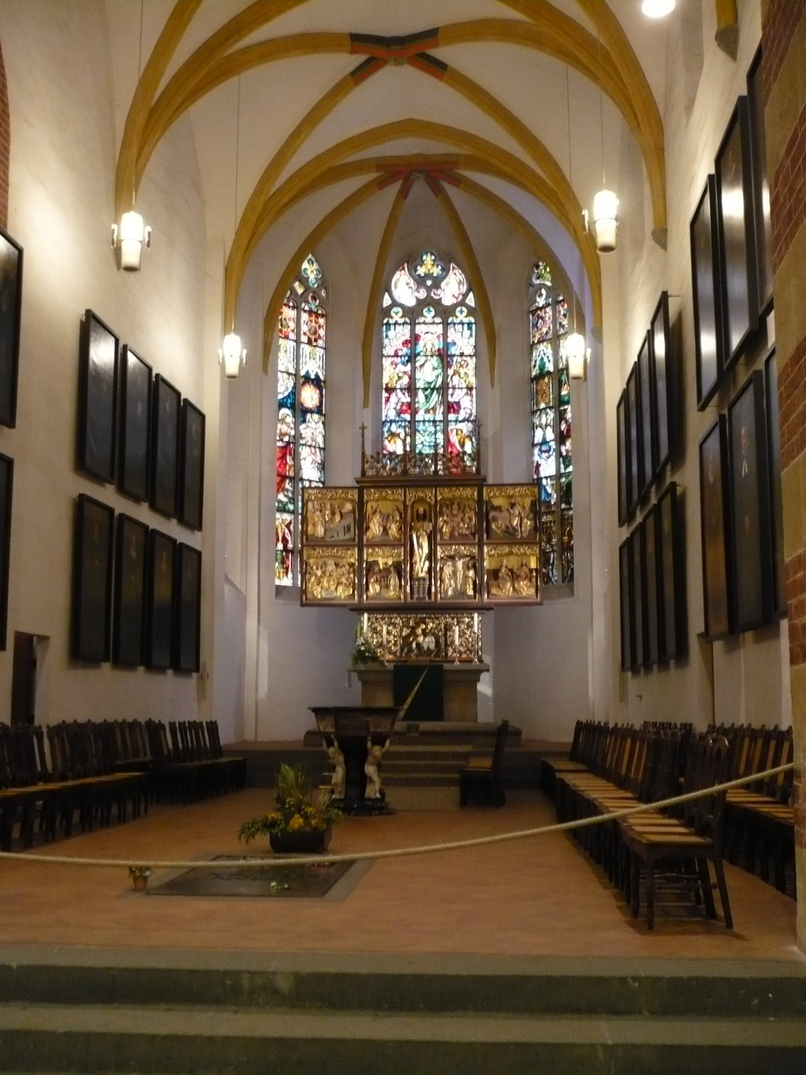
Bach sírja

A Tamás-templom (Szent Tamás-templom, németül: Thomaskirche) szakrális épület a németországi Lipcsében. Nemzetközi hírneve elsősorban Johann Sebastian Bach zeneszerzőhöz kötődik, aki 1723-tól itt működött kántorként. Bach földi maradványait 1950-ben a templom szentélyében helyezték el. Bach bronzszobra, Carl Seffner alkotása, 1908 óta áll a templom előtt.

## Bach mint kántor
1723-ban, a zenerajongó kötheni herceg halála után Johann Sebastian Bach megpályázta és elnyerte a lipcsei Tamás-templom kántori állását és ezután huszonhét évet töltött Lipcsében a városi tanács szolgálatában, mint a Tamás-iskola kántora és tanítója és a városi templomok zeneigazgatója. A Tamás-templom és a Tamás-iskola kántori állása is tekintélyes pozíciónak számított, amelyhez hasonlót csak a legnagyobb német polgárvárosokban: Hamburgban, Nürnbergben vagy Frankfurtban lehetett találni. Ennek megfelelően, már a 16. század óta, a legkiválóbb német muzsikusok sorából választották a kántori állás jelöltjeit.